# Portopetro
Portopetro és un nucli costaner del terme de Santanyí a Mallorca, al fons d'un port natural, enmig de cala Llonga i cala Mondragó. Hi ha una badia natural amb diverses cales, dues d'elles amb arena. També hi trobam un port de pescadors i un club nàutic privat.
A l'entrada del port fou construïda la torre de Portopetro al segle xvii. Va haver duana fins al final del segle xix.

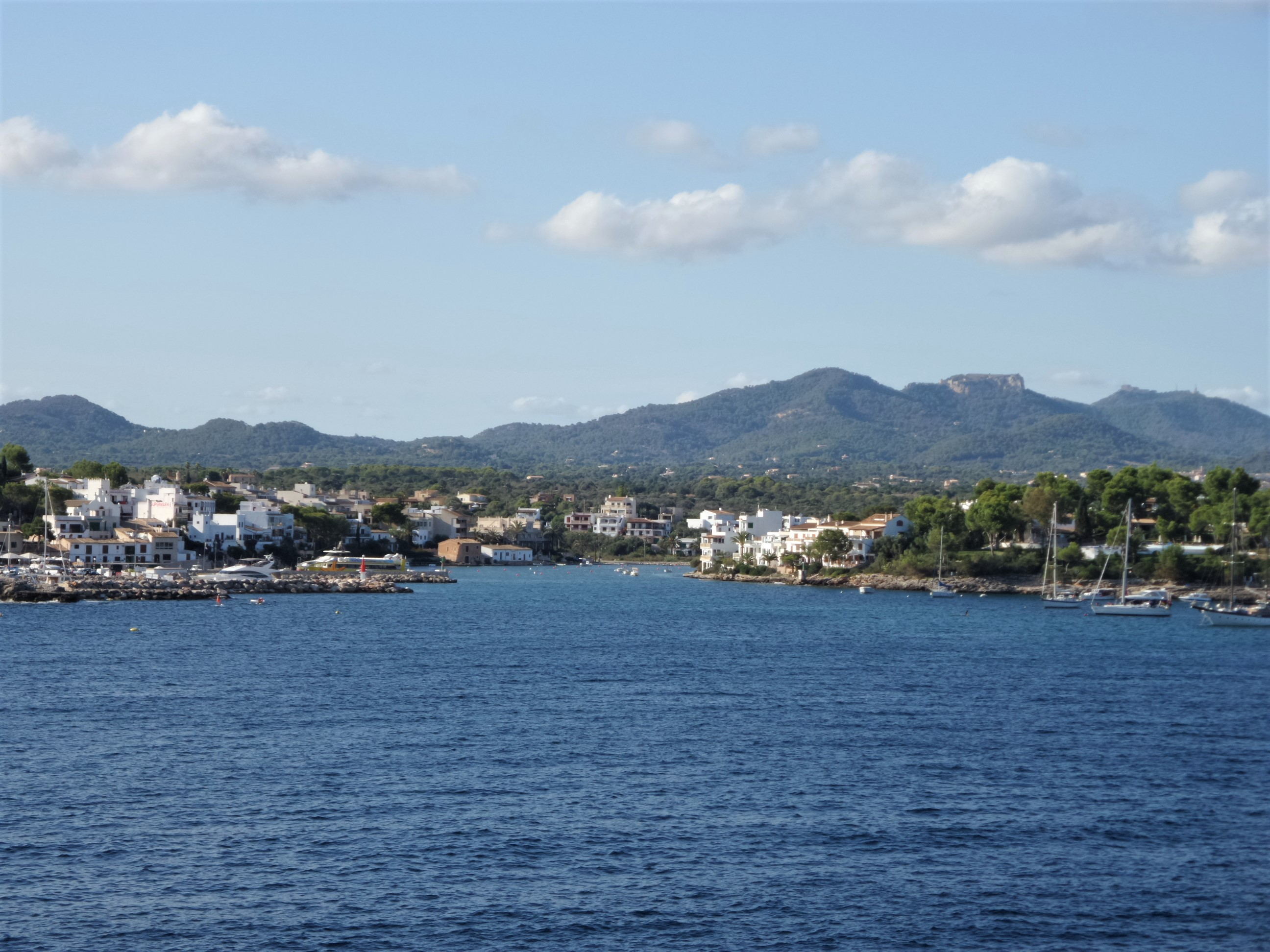
Portopetro

Una coneguda llegenda relaciona el nom de Portopetro amb l'apòstol Pere i el seu mític viatge a Hispània, segons la qual Sant Pere s'hauria aturat a Mallorca en el seu viatge, i concretament a Portopetro, i li hauria donat nom. La llegenda neix d'una notícia d'Esteve Barrelles (segle xvii) en la qual esmenta un port a Mallorca dit Port de Sant Pere en un episodi de l'any 830. El cronista Vicenç Mut dedueix d'aquesta notícia que es tracta de Portopetro, i que deuria el seu nom a l'estança de l'apòstol a l'illa. En qualsevol cas, no només la deducció de Vicenç Mut és fantàstica, sinó que la mateixa font, Esteve Barrelles, és coneguda per la seva poca credibilitat.